# Ataluren
Ataluren, precedentemente noto come PTC124, è una piccola molecola, progettata da PTC Therapeutics, capace di rendere i ribosomi meno sensibili agli stop prematuri di codoni. Questo meccanismo può essere utile nel trattamento di malattie come la distrofia muscolare di Duchenne in cui il mRNA contiene una mutazione (mutazione nonsense nel gene della distrofina) che causa prematuri codoni di stop o codoni nonsenso. 
Il 23 maggio 2014 il CHMP dell'Agenzia europea dei medicinali (EMA) ha approvato con formula condizionata l'impiego dell'ataluren per la terapia dei pazienti con distrofia di Duchenne, di età superiore a 5 anni e ancora in grado di camminare. Nell'Unione Europea il farmaco viene venduto con il nome commerciale di Translarna nella forma farmaceutica di bustine di granulato per sospensione orale, ciascuna contenente 125 mg di principio attivo.

Ataluren è stato testato su esseri umani sani ed esseri umani portatori di malattie genetiche causate da mutazioni nonsense,  come alcune persone con fibrosi cistica e distrofia muscolare di Duchenne. L'eventuale presenza di una mutazione nonsense nel citato gene della distrofina deve essere stabilita prima del trattamento eseguendo una specifica analisi genetica. 

Ataluren sembra essere più efficace per il codone di stop 'UGA'.

## Farmacodinamica
Ataluren agisce ovviando alle mutazione nonsense del DNA, ovvero a quelle mutazioni che comportano un codone di stop prematuro nell’mRNA. La comparsa di un codone di stop prematuro nell’mRNA, a seguito di una mutazione, comporta insorgenza di malattia venendo ad interrompere la traduzione prima che possa generarsi una proteina completa. Ataluren rende invece possibile il cosiddetto readthrough ribosomiale dell’mRNA contenente un codone di stop prematuro (ovvero il ribosoma invece di terminare come di consueto, prosegue con la traduzione dell’mRNA, come se il codone di stop fosse invece un codone dotato di senso). Grazie al processo di readthrough si rende così possibile la produzione di una proteina completa.

## Farmacocinetica
A seguito di somministrazione per via orale a dosaggi calcolati in base al peso corporeo, il farmaco viene adeguatamente assorbito dal tratto gastroenterico. La biodisponibilità orale del composto è stata stimata intorno al 55%. La concentrazione plasmatica di picco del farmaco viene raggiunta dopo circa 1,5 ore dall'assunzione.
Studi eseguiti in vitro hanno evidenziato che ataluren si lega alle proteine plasmatiche umane nella misura del 99,6%. Nell'organismo la molecola viene biotrasformata nel fegato e nell’intestino grazie a processi di coniugazione che vedono coinvolti gli enzimi uridina difosfato glucuronosiltransferasi (uridine diphosphate glucuronosyltransferase, UGT), e in particolar modo UGT1A9.
I metaboliti derivanti risultano glucuronidati (tra questi sei segnala ataluren-O-1β-acil glucuronide). L’emivita plasmatica è di circa 2-6 ore. Dopo la glucuronizzazione epatica e intestinale la molecola ed i suoi metaboliti possono essere escreti per via renale. A seguito di assunzione di una singola dose di ataluren radiomarcato, circa il 50% della dose radioattiva somministrata viene recuperata nelle feci e il restante 50% viene rinvenuto nell’urina.

## Usi clinici
L'Agenzia europea dei medicinali (EMA) ha autorizzato l'uso di ataluren per trattare la distrofia muscolare di Duchenne secondaria ad una mutazione nonsense nel gene della distrofina (in lingua inglese nonsense mutation Duchenne Muscular Dystrophy, nmDMD) in soggetti ancora in grado di deambulare e di età pari ad almeno 5 anni. 
Queste mutazioni non senso vengono riscontrate nei soggetti affetti da distrofia di Duchenne in circa il 13% dei casi.
La stessa Agenzia ricorda che l'efficacia del farmaco non è mai stata dimostrata in soggetti ormai non più deambulanti.

## Controindicazioni
Il farmaco è controindicato in soggetti con ipersensibilità nota al principio attivo oppure ad uno qualsiasi degli eccipienti utilizzati nella formulazione farmaceutica. È inoltre controindicato in pazienti che fanno uso concomitante di aminoglicosidi per via endovenosa.

## Dosi terapeutiche
Il trattamento a base di ataluren può essere avviato solo da medici specialisti con esperienza nella gestione della distrofia muscolare di Duchenne/Becker.
La dose raccomandata è pari a 10 mg/kg di peso corporeo al mattino a mezzogiorno e 20 mg/kg di peso corporeo alla sera (dose totale pari a 40 mg/kg), comunque cercando di rispettare degli intervalli di somministrazione di 6 ore tra la dose del mattino e quella di mezzogiorno così come tra il mezzogiorno e la sera, con un intervallo di 12 ore tra la dose serale e la prima dose del giorno successivo.
La dose prevista deve essere somministrata per os dopo aver mescolato il granulato con una piccola quantità (circa 30 ml) di cibo liquido (acqua, latte, succo di frutta) o semisolido (yogurt o purea di mele).

## Interazioni
- Aminoglicosidi: la contemporanea somministrazione di ataluren e aminoglicosidi può ridurre l'attività readthrough di ataluren e inoltre quest'ultimo può potenziare la nefrotossicità di questa classe di antibiotici.
- Farmaci induttori di UGT1A9 (ad esempio micofenolato mofetile): la co-somministrazione con ataluren (substrato di UGT1A9) può alterarne i livelli ematici.
- Farmaci inibitori della proteina di resistenza nel carcinoma mammario-BCRP (ad esempio la ciclosporina): l'assunzione concomitante con ataluren (substrato di BCRP) può alterare le concentrazioni ematiche della proteina.
- Medicinali substrati di UGT1A9, OAT1, OAT3 o OATP1B3 (a titolo d'esempio aciclovir, atorvastatina, bumetanide, captopril, ciprofloxacina, furosemide, oseltamivir, pitavastatina, pravastatina, rosuvastatina, valsartan):  quando ataluren viene somministrato in concomitanza con questi medicinali vi è un elevato rischio di aumento della concentrazione di questi ultimi, in quanto ataluren è un inibitore di UGT1A9, del trasportatore degli anioni organici 1 (organic anion transporter 1, OAT1) e 3 (OAT3) e del polipeptide trasportatore degli anioni organici 1B3 (organic anion transporting polypeptide 1B3, OATP1B3).